# Istanbul Cavaliers
Gli Istanbul Cavaliers sono stati una squadra di football americano di Istanbul, in Turchia; fondati nel 2005, hanno vinto 1 titolo nazionale. Hanno chiuso nel 2012.

## Dettaglio stagioni

### Amichevoli
| Stagione | Vin | Par | Per | Tot | PF | PS | avversaria |
| -------- | --- | --- | --- | --- | -- | -- | ---------- |
| 2008     | 2   | 0   | 0   | 2   | 50 | 16 | Team Sofia |
| Totale   | 2   | 0   | 0   | 2   | 50 | 16 |            |

### Tornei nazionali

#### Campionato

##### 1. Lig
| Stagione | regular season | regular season | regular season | regular season | regular season | regular season | playoff | playoff | playoff | playoff | playoff | playoff   | playoff       |
|          | Vin            | Par            | Per            | Tot            | PF             | PS             | Vin     | Per     | Tot     | PF      | PS      | risultato | avversaria    |
| -------- | -------------- | -------------- | -------------- | -------------- | -------------- | -------------- | ------- | ------- | ------- | ------- | ------- | --------- | ------------- |
| 2009-10  | 6              | 0              | 1              | 7              | 184            | 89             | 2       | 0       | 2       | 61      | 27      | Campioni  | Gazi Warriors |
| 2011-12  | 0              | 0              | 7              | 7              | 0              | 280            | -       | -       | -       | -       | -       | -         | -             |
| Totale   | 6              | 0              | 8              | 14             | 184            | 369            | 2       | 0       | 2       | 61      | 27      |           |               |

Fonti: Enciclopedia del Football - A cura di Massimo Mezzetti

### Tornei internazionali

#### EFAF Challenge Cup
| Stagione | regular season | regular season | regular season | regular season | regular season | regular season | playoff | playoff | playoff | playoff | playoff | playoff   | playoff      |
|          | Vin            | Par            | Per            | Tot            | PF             | PS             | Vin     | Per     | Tot     | PF      | PS      | risultato | avversaria   |
| -------- | -------------- | -------------- | -------------- | -------------- | -------------- | -------------- | ------- | ------- | ------- | ------- | ------- | --------- | ------------ |
| 2010     | 2              | 0              | 0              | 2              | 60             | 7              | 1       | 1       | 2       | 49      | 36      | Finale    | Klek Knights |
| Totale   | 2              | 0              | 0              | 2              | 60             | 7              | 1       | 1       | 2       | 49      | 36      |           |              |

Fonti: Enciclopedia del Football - A cura di Massimo Mezzetti

### Riepilogo fasi finali disputate
| Anno           | Luogo    | Evento             | Fase del torneo | Incontro                           | Risultato |
| 23 maggio 2010 |          | 1. Lig             | Finale          | Istanbul Cavaliers - Gazi Warriors | 18 - 13   |
| 17 luglio 2010 | Istanbul | EFAF Challenge Cup | Finale          | Istanbul Cavaliers - Klek Knights  | 14 - 36   |

## Palmarès
- 1 Campionato turco (2009-10)